# Seznam katolických poutních míst v Česku
Na území České republiky se nachází stovky poutních míst. Tradičně a patrně nejvíce (téměř polovina míst) jsou tato místa spojována s mariánskou úctou, často se zvýrazněním nějaké události ze života Panny Marie, resp. zázraků spojených s její osobností. Dalším častým zvykem bývá zasvěcení poutních míst i osobě Ježíše, často se zvýrazněním nějaké jeho životní události, případně ochraně Nejsvětější Trojice. Není také výjimkou, že celá řada poutních míst je spojena s úctou k některému ze světců (v Česku typicky k zemským patronům), případně několika světcům.
V seznamu, který není definitivní, jsou zahrnuta místa, kde je možné předpokládat relativně kontinuální výskyt náboženské poutní tradice, která je živá i v současnosti. Níže uvedený seznam podává alespoň základní představu o počtu, rozmístění, charakteru a zasvěcení katolických poutních míst v Česku.

## Nejvýznamnější katolická poutní místa v ČR
- Bazilika Nanebevzetí Panny Marie na Svatém Hostýně
- Bazilika Navštívení Panny Marie na Svatém Kopečku
- Kostel Očišťování Panny Marie v Dubu nad Moravou
- Poutní kostel sv. Jana Nepomuckého na Zelené Hoře u Žďáru nad Sázavou
- Poutní kostel Jména Panny Marie ve Křtinách
- Bazilika Nanebevzetí Panny Marie a sv. Cyrila a Metoděje na Velehradě
- Bazilika Nanebevzetí Panny Marie na Svaté Hoře
- Bazilika Navštívení Panny Marie s františkánským klášterem v Hejnicích
- Kostel Nanebevzetí Panny Marie a kostel sv. Václava ve Staré Boleslavi
- Kostel Panny Marie Vítězné a sv. Antonína Paduánského, zv. "U Pražského Jezulátka" v Praze na Malé Straně
- Kostel sv. Prokopa v Sázavském klášteře na Sázavě

## Praha
| Zasvěcení sakrálního objektu                                                  | Typ sakrálního objektu   | Správní obec                      | Církevní správní jednotka |
| ----------------------------------------------------------------------------- | ------------------------ | --------------------------------- | ------------------------- |
| bazilika sv. Jiří                                                             | kostel                   | Praha 1 - Hradčany (Pražský hrad) | arcidiecéze pražská       |
| benediktinský klášter Na Slovanech, zv. Emauzy                                | benediktinský klášter    | Praha 2 - Nové Město              | arcidiecéze pražská       |
| kaple Panny Marie na hradbách                                                 | poutní kaple             | Praha 2 - Vyšehrad                | arcidiecéze pražská       |
| katedrála sv. Víta, Václava a Vojtěcha                                        | katedrála                | Praha 1 - Hradčany (Pražský hrad) | arcidiecéze pražská       |
| kostel Nanebevzetí Panny Marie                                                | opatský a farní kostel   | Praha 1 - Hradčany                | arcidiecéze pražská       |
| kostel Nanebevzetí Panny Marie a sv. Karla Velikého na Karlově                | filiální kostel          | Praha 2 - Nové Město              | arcidiecéze pražská       |
| kostel Narození Páně s loretánskou kaplí Panny Marie, tzv. Loreta             | filiální kostel          | Praha 1 - Hradčany                | arcidiecéze pražská       |
| kostel Panny Marie Vítězné                                                    | kostel                   | Praha 17 - Bílá Hora              | arcidiecéze pražská       |
| kostel Panny Marie Vítězné a sv. Antonína Paduánského, tzv. Pražské Jezulátko | filiální kostel          | Praha 1 - Malá Strana             | arcidiecéze pražská       |
| kostel sv. Ignáce z Loyoly                                                    | filiální kostel          | Praha 2 - Nové Město              | arcidiecéze pražská       |
| kostel sv. Jakuba                                                             | konventní a farní kostel | Praha 1 - Staré Město             | arcidiecéze pražská       |
| kostel sv. Jakuba Většího                                                     | bývalý děkanský kostel   | Praha 16 - Zbraslav               | arcidiecéze pražská       |
| kostel sv. Mikuláše                                                           | farní kostel             | Praha 1 - Malá Strana             | arcidiecéze pražská       |
| kostel sv. Petra a Pavla                                                      | kapitulní a farní kostel | Praha 2 - Vyšehrad                | arcidiecéze pražská       |
| kostel sv. Rocha                                                              | bývalý farní kostel      | Praha 1 - Hradčany                | arcidiecéze pražská       |
| kostel sv. Štěpána                                                            | farní kostel             | Praha 2 - Nové Město              | arcidiecéze pražská       |
| kostel Všech svatých                                                          | kapitulní kostel         | Praha 1 - Hradčany (Pražský hrad) | arcidiecéze pražská       |
| místo svržení sv. Jana Nepomuckého do Vltavy na Karlově mostě                 | místo svržení            | Praha 1 - Staré Město             | arcidiecéze pražská       |

## Středočeský kraj
| Zasvěcení sakrálního objektu                     | Typ sakrálního objektu  | Správní obec                  | Církevní správní jednotka |
| ------------------------------------------------ | ----------------------- | ----------------------------- | ------------------------- |
| arcikostel sv. Jakuba                            | arciděkanský kostel     | Kutná Hora                    | diecéze královéhradecká   |
| kaple Nanebevzetí Panny Marie                    | poutní kaple            | u Slap, na břehu v. n. Slapy  | arcidiecéze pražská       |
| kaple Panny Marie                                | poutní loretánská kaple | Hájek u Červeného Újezda      | arcidiecéze pražská       |
| kaple Panny Marie                                | poutní loretánská kaple | Loreta u Vlašimi              | arcidiecéze pražská       |
| kaple Panny Marie                                | poutní loretánská kaple | Pyšely                        | arcidiecéze pražská       |
| kaple Panny Marie Pomocnice křesťanů             | poutní kaple            | Roztěž - Lázně                | diecéze královéhradecká   |
| kaple sv. Marie Magdaleny                        | poutní kaple            | Dobrá Voda u Březnice         | diecéze českobudějovická  |
| kaple sv. Maří Magdalény                         | poutní kaple            | vrch Skalka u Mníšku pod Brdy | arcidiecéze pražská       |
| kaple sv. Vojtěcha                               | poutní kaple            | vrch Větrov u Mysletic        | arcidiecéze pražská       |
| kaple Utrpení Páně                               | poutní kaple            | vrch Kalvárie u Miličína      | diecéze českobudějovická  |
| kostel Nanebevzetí Panny Marie                   | farní kostel            | Družec                        | arcidiecéze pražská       |
| kostel Nanebevzetí Panny Marie                   | poutní děkanský kostel  | Chorušice                     | diecéze litoměřická       |
| kostel Nanebevzetí Panny Marie                   | kostel                  | u Poděbrad                    | diecéze královéhradecká   |
| kostel Nanebevzetí Panny Marie                   | poutní kostel           | Stará Boleslav                | arcidiecéze pražská       |
| kostel Nanebevzetí Panny Marie                   | proboštský kostel       | Svatá Hora u Příbrami         | arcidiecéze pražská       |
| kostel Nanebevzetí Panny Marie                   | farní kostel            | Tismice                       | arcidiecéze pražská       |
| kostel Nanebevzetí Panny Marie                   | farní kostel            | Tuřany u Slaného              | arcidiecéze pražská       |
| kostel Narození Panny Marie                      | děkanský kostel         | Mnichovice                    | arcidiecéze pražská       |
| kostel Narození sv. Jana Křtitele                | farní kostel            | Svatý Jan pod Skalou          | arcidiecéze pražská       |
| kostel Navštívení Panny Marie                    | farní kostel            | Petrovice                     | arcidiecéze pražská       |
| kostel Navštívení Panny Marie a sv. Prokopa      | farní kostel            | Hvožďany                      | diecéze českobudějovická  |
| kostel Nejsvětější Trojice                       | hřbitovní kostel        | u Kutné Hory                  | diecéze královéhradecká   |
| kostel Panny Marie Na Náměti                     | filiální kostel         | Kutná Hora                    | diecéze královéhradecká   |
| kostel sv. Anny                                  | farní kostel            | Sudějov                       | arcidiecéze pražská       |
| kostel sv. Barbory                               | filiální kostel         | Kutná Hora                    | diecéze královéhradecká   |
| kostel sv. Bartoloměje                           | děkanský kostel         | Divišov                       | arcidiecéze pražská       |
| kostel sv. Františka z Assisi                    | konventní kostel        | Votice                        | arcidiecéze pražská       |
| kostel sv. Havla                                 | děkanský kostel         | Rožďalovice                   | diecéze litoměřická       |
| kostel sv. Izidora                               | farní kostel            | u Budenic                     | arcidiecéze pražská       |
| kostel sv. Jana Křtitele a Panny Marie Karmelské | farní kostel            | Maková Hora u Smolotel        | diecéze českobudějovická  |
| kostel sv. Jana Nepomuckého                      | filiální kostel         | Tetín                         | arcidiecéze pražská       |
| kostel sv. Klimenta                              | filiální kostel         | Levý Hradec                   | arcidiecéze pražská       |
| kostel sv. Matouše                               | farní kostel            | Hrádek u Vlašimi              | arcidiecéze pražská       |
| kostel sv. Petra a Pavla                         | děkanský kostel         | Budeč                         | arcidiecéze pražská       |
| kostel sv. Petra a Pavla                         | děkanský kostel         | Čáslav                        | diecéze českobudějovická  |
| kostel sv. Prokopa                               | filiální kostel         | Chotouň                       | arcidiecéze pražská       |
| kostel sv. Prokopa                               | farní kostel            | Sázava                        | arcidiecéze pražská       |
| kostel sv. Václava                               | děkanský kostel         | Stará Boleslav                | arcidiecéze pražská       |
| kostel sv. Václava                               | farní kostel            | Stochov                       | arcidiecéze pražská       |
| kostel sv. Václava                               | farní kostel            | Votice                        | arcidiecéze pražská       |
| kostel sv. Václava                               | farní kostel            | Vranov                        | arcidiecéze pražská       |
| kostel sv. Vavřince                              | farní kostel            | Církvice                      | diecéze královéhradecká   |
| kostel sv. Vojtěcha                              | farní kostel            | Libice nad Cidlinou           | diecéze královéhradecká   |
| kostel Zvěstování Páně                           | farní kostel            | Zaječov                       | arcidiecéze pražská       |

## Jihočeský kraj
| Zasvěcení sakrálního objektu                            | Typ sakrálního objektu                     | Správní obec                     | Církevní správní jednotka |
| ------------------------------------------------------- | ------------------------------------------ | -------------------------------- | ------------------------- |
| chrám Navštívení Panny Marie                            | farní chrám                                | Skočice                          | diecéze českobudějovická  |
| kaple Naší Milé Paní z hory Karmel                      | poutní kaple                               | u Dobré Vody                     | diecéze českobudějovická  |
| kaple Panny Marie                                       | poutní kaple                               | u České Olešné                   | diecéze brněnská          |
| kaple Panny Marie (Tussetkapelle)                       | poutní kaple                               | Stožec                           | diecéze českobudějovická  |
| kaple Panny Marie „Na Lizu“                             | poutní kaple                               | u Zdíkova                        | diecéze českobudějovická  |
| kaple Panny Marie Bolestné                              | poutní kaple                               | Horní Planá                      | diecéze českobudějovická  |
| kaple Panny Marie Bolestné                              | poutní kaple                               | u Hořic na Šumavě                | diecéze českobudějovická  |
| kaple Panny Marie Bolestné a sv. Anny                   | poutní kaple                               | Studenec u Rožmberka nad Vltavou | diecéze českobudějovická  |
| kaple Panny Marie Karmelské                             | poutní kaple                               | Dobrá Voda                       | diecéze brněnská          |
| kaple Panny Marie Lurdské                               | poutní kaple                               | Hrdějovice - Těšín               | diecéze českobudějovická  |
| kaple Panny Marie Lurdské + kostel Narození Panny Marie | poutní kaple + farní kostel                | Chroboly                         | diecéze českobudějovická  |
| kaple Panny Marie Sněžné, tzv. Odpočívající na kameni   | poutní kaple                               | u Vyššího Brodu                  | diecéze českobudějovická  |
| kaple Panny Marie, počaté bez poskvrny prvotního hříchu | poutní kaple                               | u Malšína                        | diecéze českobudějovická  |
| kaple sv. Anny                                          | poutní kaple                               | Svatá Anna u Vlčevsi             | diecéze českobudějovická  |
| kaple sv. Ducha                                         | poutní kaple                               | Vlachovo Březí                   | diecéze českobudějovická  |
| kaple sv. Jana Křtitele                                 | kaple a lázně                              | Deštná                           | diecéze českobudějovická  |
| kaple sv. Kříže                                         | poutní kaple                               | Dunajovická hora u Dunajovic     | diecéze českobudějovická  |
| kostel Božího Těla                                      | poutní kostel                              | u Slavonic                       | diecéze brněnská          |
| kostel Jména Panny Marie                                | farní kostel                               | Lomec                            | diecéze českobudějovická  |
| kostel Jména Panny Marie                                | farní kostel                               | Sepekov                          | diecéze českobudějovická  |
| kostel Nanebevzetí Panny Marie                          | děkanský kostel                            | Bavorov                          | diecéze českobudějovická  |
| kostel Nanebevzetí Panny Marie                          | konventní kostel                           | Bechyně                          | diecéze českobudějovická  |
| kostel Nanebevzetí Panny Marie                          | farní kostel                               | Dobrá Voda                       | diecéze českobudějovická  |
| kostel Nanebevzetí Panny Marie                          | farní kostel                               | Drahov                           | diecéze českobudějovická  |
| kostel Nanebevzetí Panny Marie                          | farní kostel                               | Chlum u Třeboně                  | diecéze českobudějovická  |
| kostel Nanebevzetí Panny Marie                          | poutní kostel                              | Kájov                            | diecéze českobudějovická  |
| kostel Nanebevzetí Panny Marie                          | poutní kostel                              | Tábor - Klokoty                  | diecéze českobudějovická  |
| kostel Nanebevzetí Panny Marie                          | farní kostel                               | Nová Včelnice                    | diecéze českobudějovická  |
| kostel Nanebevzetí Panny Marie                          | opatský kostel                             | Vyšší Brod                       | diecéze českobudějovická  |
| kostel Narození Panny Marie                             | farní kostel                               | Kostelec nad Vltavou             | diecéze českobudějovická  |
| kostel Narození Panny Marie                             | děkanský kostel                            | Písek                            | diecéze českobudějovická  |
| kostel Navštívení Panny Marie                           | farní kostel                               | Borovany                         | diecéze českobudějovická  |
| kostel Nejsvětější Trojice                              | farní kostel                               | Klášter I                        | diecéze českobudějovická  |
| kostel Nejsvětější Trojice                              | konventní kostel                           | Lnáře                            | diecéze českobudějovická  |
| kostel Nejsvětější Trojice                              | poutní kostel                              | u Trhových Svin                  | diecéze českobudějovická  |
| kostel Obětování Panny Marie                            | poutní kostel s rezidencí redemptoristů    | České Budějovice                 | diecéze českobudějovická  |
| kostel Panny Marie Bolestné                             | farní kostel                               | Dobrá Voda u Českých Budějovic   | diecéze českobudějovická  |
| kostel Panny Marie Bolestné                             | farní kostel                               | Podsrp                           | diecéze českobudějovická  |
| kostel Panny Marie Bolestné na Křížové hoře             | kostel                                     | u Českého Krumlova               | diecéze českobudějovická  |
| kostel Panny Marie Karmelské                            | farní a poutní kostel                      | Kostelní Vydří                   | diecéze brněnská          |
| kostel Panny Marie Montserratské                        | filiální kostel                            | u Mutné                          | diecéze brněnská          |
| kostel Panny Marie Růžencové                            | klášterní kostel                           | České Budějovice                 | diecéze českobudějovická  |
| kostel Panny Marie Sněžné                               | poutní kostel                              | Svatý Kámen                      | diecéze českobudějovická  |
| kostel Povýšení sv. Kříže                               | poutní kostel                              | Čestice                          | diecéze českobudějovická  |
| kostel sv. Anny                                         | farní a poutní kostel                      | Hojná Voda                       | diecéze českobudějovická  |
| kostel sv. Anny                                         | poutní kostel                              | u Kraselova                      | diecéze českobudějovická  |
| kostel sv. Ducha s loretánskou kaplí Panny Marie        | děkanský kostel s poutní loretánskou kaplí | Římov                            | diecéze českobudějovická  |
| kostel sv. Magdaleny                                    | poutní kostel                              | u Zbytin                         | diecéze českobudějovická  |
| kostel sv. Petra a Pavla                                | farní kostel                               | Hosín                            | diecéze českobudějovická  |
| kostel sv. Petra a Pavla                                | farní a konventní kostel                   | Nové Hrady                       | diecéze českobudějovická  |
| kostel sv. Petra a Pavla                                | farní kostel                               | Svéraz                           | diecéze českobudějovická  |
| kostel sv. Štěpána                                      | filiální kostel                            | Horní Bukovsko                   | diecéze českobudějovická  |
| kostel sv. Vincence a Narození Panny Marie              | farní kostel                               | Doudleby                         | diecéze českobudějovická  |
| kostel sv. Vojtěcha                                     | farní kostel                               | Lštění                           | diecéze českobudějovická  |
| kostel Zasnoubení Panny Marie                           | poutní kostel                              | Mláka                            | diecéze českobudějovická  |
| kostel Zvěstování Páně                                  | farní kostel                               | Dobrš                            | diecéze českobudějovická  |
| kostel Zvěstování Páně                                  | farní kostel                               | Zahájí                           | diecéze českobudějovická  |

## Plzeňský kraj
| Zasvěcení sakrálního objektu                                  | Typ sakrálního objektu  | Správní obec                 | Církevní správní jednotka |
| ------------------------------------------------------------- | ----------------------- | ---------------------------- | ------------------------- |
| arcikostel Narození Panny Marie                               | arciděkanský kostel     | Klatovy                      | diecéze plzeňská          |
| kaple                                                         | kaple                   | pod Kostelním vrchem u Srní  | diecéze českobudějovická  |
| kaple Andělů Strážných                                        | poutní kaple            | Vrch Anděla Strážce u Sušice | diecéze českobudějovická  |
| kaple Panny Marie                                             | poutní loretánská kaple | Bor u Tachova                | diecéze plzeňská          |
| kaple Panny Marie                                             | poutní loretánská kaple | Rabštejn nad Střelou         | diecéze plzeňská          |
| kaple Panny Marie                                             | poutní kaple            | Šipín                        | diecéze plzeňská          |
| kaple Panny Marie Bolestné                                    | poutní kaple            | Dobrá Voda u Pocinovic       | diecéze plzeňská          |
| kaple Panny Marie Pomocnice křesťanů                          | poutní kaple            | u Draženova                  | diecéze plzeňská          |
| kaple Panny Marie Pomocnice křesťanů                          | poutní kaple            | mezi Malešicemi a Radčicemi  | diecéze plzeňská          |
| kaple Proměnění Páně                                          | poutní kaple            | Hory Matky Boží              | diecéze českobudějovická  |
| kaple sv. Anny                                                | poutní kaple            | u Svatého Pole u Horažďovic  | diecéze českobudějovická  |
| kaple sv. Anny                                                | poutní kaple            | u Chudenic                   | diecéze plzeňská          |
| kaple sv. Václava                                             | poutní kaple            | Brůdek                       | diecéze plzeňská          |
| kaple sv. Vojtěcha                                            | poutní kaple            | pod vrchem Chlumec u Vrčeně  | diecéze českobudějovická  |
| kaple sv. Wolfganga                                           | poutní kaple            | tzv. Bolfánek u Chudenic     | diecéze plzeňská          |
| kaple Zjevení Panny Marie, tzv. Chaloupka                     | kaple                   | Klatovy                      | diecéze plzeňská          |
| katedrála sv. Bartoloměje                                     | katedrála               | Plzeň                        | diecéze plzeňská          |
| kostel Kostel Panny Marie Pomocné z Hvězdy                    | farní kostel Kostel     | Železná Ruda                 | diecéze českobudějovická  |
| kostel Nanebevzetí Panny Marie                                | filiální kostel         | Horažďovice                  | diecéze českobudějovická  |
| kostel Nanebevzetí Panny Marie                                | poutní kostel           | Zelená Hora u Nepomuku       | diecéze českobudějovická  |
| kostel Nanebevzetí Panny Marie                                | děkanský kostel         | Přeštice                     | diecéze plzeňská          |
| kostel Nanebevzetí Panny Marie                                | farní a poutní kostel   | Seč                          | diecéze plzeňská          |
| kostel Nanebevzetí Panny Marie, sv. Wolfganga a sv. Benedikta | poutní kostel           | Kladruby                     | diecéze plzeňská          |
| kostel Narození Panny Marie                                   | farní kostel            | Chotěšov                     | diecéze plzeňská          |
| kostel Narození Panny Marie                                   | farní kostel            | Loučim                       | diecéze plzeňská          |
| kostel Narození Panny Marie                                   | farní kostel            | Nicov                        | diecéze plzeňská          |
| kostel Narození Panny Marie                                   | poutní a farní kostel   | vrch Hůrka u Strašína        | diecéze českobudějovická  |
| kostel Navštívení Panny Marie                                 | poutní kostel           | Vršíček u Rokycan            | diecéze plzeňská          |
| kostel Panny Marie Bolestné                                   | kostel                  | Červené Dřevo                | diecéze českobudějovická  |
| kostel Panny Marie Bolestné                                   | farní kostel            | Rabštejn nad Střelou         | diecéze plzeňská          |
| kostel Panny Marie Sněžné                                     | poutní kostel           | Kašperské Hory               | diecéze českobudějovická  |
| kostel Povýšení sv. Kříže                                     | poutní kostel           | Křížový vrch u Stodu         | diecéze plzeňská          |
| kostel sv. Anny                                               | poutní kostel           | Svatá Anna u Plané           | diecéze plzeňská          |
| kostel sv. Anny                                               | poutní kostel           | tzv. Tannaberk u Hájku       | diecéze plzeňská          |
| kostel sv. Anny                                               | poutní kostel           | u Horšovského Týna           | diecéze plzeňská          |
| kostel sv. Barbory                                            | hřbitovní kostel        | Manětín                      | diecéze plzeňská          |
| kostel sv. Bartoloměje                                        | farní kostel            | Pístov                       | diecéze plzeňská          |
| kostel sv. Jana Křtitele                                      | děkanský kostel         | Manětín                      | diecéze plzeňská          |
| kostel sv. Jana Nepomuckého                                   | poutní kostel           | Nepomuk                      | diecéze českobudějovická  |
| kostel sv. Vavřince                                           | poutní kostel           | Veselá hora u Stráže         | diecéze plzeňská          |
| kostel sv. Vintíře                                            | farní kostel            | Dobrá Voda u Hartmanic       | diecéze českobudějovická  |
| kostel sv. Vojtěcha                                           | farní kostel            | Milavče                      | diecéze plzeňská          |
| kostel sv. Wolfganga                                          | farní kostel            | Zelená Lhota                 | diecéze plzeňská          |
| kostel Všech svatých                                          | děkanský kostel         | Stříbro                      | diecéze plzeňská          |
| kostel Zvěstování Páně                                        | poutní kostel           | Mariánská Týnice             | diecéze plzeňská          |
| kostel Zvěstování Páně                                        | farní kostel            | Zbynice                      | diecéze českobudějovická  |

## Karlovarský kraj
| Zasvěcení sakrálního objektu                        | Typ sakrálního objektu   | Správní obec    | Církevní správní jednotka |
| --------------------------------------------------- | ------------------------ | --------------- | ------------------------- |
| kaple Panny Marie                                   | poutní kaple             | u Podlesí       | diecéze plzeňská          |
| kostel Nanebevzetí Panny Marie a sv. Maří Magdalény | farní a konventní kostel | Chlum sv. Maří  | diecéze plzeňská          |
| kostel Narození Panny Marie                         | farní kostel             | Starý Hrozňatov | diecéze plzeňská          |
| kostel Navštívení Panny Marie                       | poutní kostel            | Skoky u Žlutic  | diecéze plzeňská          |
| kostel sv. Jáchyma                                  | farní kostel             | Jáchymov        | diecéze plzeňská          |
| kostel sv. Kateřiny                                 | farní kostel             | Krásno          | diecéze plzeňská          |
| kostel sv. Martina                                  | farní kostel             | Nejdek          | diecéze plzeňská          |
| kostel sv. Michaela Archanděla                      | farní kostel             | Ostrov          | diecéze plzeňská          |
| kostel sv. Václava                                  | děkanský kostel          | Loket           | diecéze plzeňská          |
| kostel sv. Vavřince                                 | farní kostel             | Luka            | diecéze plzeňská          |
| kostel Zvěstování Páně                              | opatský kostel           | Klášter Teplá   | diecéze plzeňská          |

## Ústecký kraj
| Zasvěcení sakrálního objektu            | Typ sakrálního objektu    | Správní obec              | Církevní správní jednotka |
| --------------------------------------- | ------------------------- | ------------------------- | ------------------------- |
| bazilika Panny Marie Pomocnice křesťanů | bazilika                  | Filipov                   | diecéze litoměřická       |
| kaple Narození Panny Marie              | poutní kaple              | Česká Kamenice            | diecéze litoměřická       |
| kaple Panny Marie                       | loretánská kaple          | Rumburk                   | diecéze litoměřická       |
| kaple Panny Marie Pomocné               | poutní kaple              | Kostomlaty pod Milešovkou | diecéze litoměřická       |
| kaple sv. Anny                          | poutní kaple              | Anenský vrch u Lobendavy  | diecéze litoměřická       |
| kostel Čtrnácti sv. Pomocníků           | filiální poutní kostel    | Kadaň                     | diecéze litoměřická       |
| kostel Matky Boží Sedmibolestné         | farní kostel              | Bohosudov                 | diecéze litoměřická       |
| kostel Nanebevzetí Panny Marie          | poutní a klášterní kostel | Dolní Ročov               | diecéze litoměřická       |
| kostel Nanebevzetí Panny Marie          | filiální poutní kostel    | Vilémov                   | diecéze litoměřická       |
| kostel Narození Panny Marie             | farní kostel              | Doksany                   | diecéze litoměřická       |
| kostel Narození Panny Marie             | farní kostel              | Trmice                    | diecéze litoměřická       |
| kostel Navštívení Panny Marie           | filiální kostel           | Květnov                   | diecéze litoměřická       |
| kostel Navštívení Panny Marie           | kostel                    | u Křešic                  | diecéze litoměřická       |
| kostel Panny Marie Bolestné             | poutní a farní kostel     | Mariánské Radčice         | diecéze litoměřická       |
| kostel Panny Marie Sněžné               | farní kostel              | Sněžná                    | diecéze litoměřická       |
| kostel Panny Marie Utěšitelky           | hřbitovní kostel          | Klášterec nad Ohří        | diecéze litoměřická       |
| kostel Povýšení sv. Kříže               | farní kostel              | Kadaň                     | diecéze litoměřická       |
| kostel sv. Jiří                         | filiální kostel           | vrch Říp                  | arcidiecéze pražská       |
| kostel sv. Petra a Pavla                | farní kostel              | Osek                      | diecéze litoměřická       |

## Liberecký kraj
| Zasvěcení sakrálního objektu                       | Typ sakrálního objektu     | Správní obec          | Církevní správní jednotka |
| -------------------------------------------------- | -------------------------- | --------------------- | ------------------------- |
| arcikostel Navštívení Panny Marie                  | arciděkanský poutní kostel | Horní Police          | diecéze litoměřická       |
| kostel Navštívení Panny Marie                      | farní a poutní kostel      | Bozkov                | diecéze litoměřická       |
| kostel Navštívení Panny Marie                      | farní a poutní kostel      | Hejnice               | diecéze litoměřická       |
| kostel Proměnění Páně                              | poutní kostel              | Tábor u Chlumu        | diecéze královéhradecká   |
| kostel sv. Bartoloměje a Panny Marie Montserratské | farní kostel               | Doksy                 | diecéze litoměřická       |
| kostel sv. Jana Křtitele                           | filiální kostel            | Zdislava              | diecéze litoměřická       |
| kostel sv. Kříže                                   | poutní filiální kostel     | Liberec               | diecéze litoměřická       |
| kostel sv. Vavřince a sv. Zdislavy                 | farní a poutní kostel      | Jablonné v Podještědí | diecéze litoměřická       |

## Královéhradecký kraj
| Zasvěcení sakrálního objektu                                   | Typ sakrálního objektu | Správní obec                  | Církevní správní jednotka |
| -------------------------------------------------------------- | ---------------------- | ----------------------------- | ------------------------- |
| arcikostel Narození Panny Marie                                | arciděkanský kostel    | Trutnov                       | diecéze královéhradecká   |
| kaple Nanebevzetí Panny Marie                                  | poutní kaple           | u Božanova                    | diecéze královéhradecká   |
| kaple Nanebevzetí Panny Marie                                  | poutní kaple           | Dřízna - Přepychy             | diecéze královéhradecká   |
| kaple narození Panny Marie                                     | poutní kaple           | Studánka                      | diecéze královéhradecká   |
| kaple Navštívení Panny Marie                                   | poutní kaple           | Smržov                        | diecéze královéhradecká   |
| kaple Nejsvětější Trojice                                      | kaple                  | Petrovice                     | diecéze královéhradecká   |
| kaple Panny Marie                                              | poutní kaple           | Deštné v Orlických horách     | diecéze královéhradecká   |
| kaple Panny Marie Sněžné                                       | poutní kaple           | Hvězda v Broumovských stěnách | diecéze královéhradecká   |
| kostel Jména Panny Marie                                       | poutní kostel          | Rokole u Bohdašína            | diecéze královéhradecká   |
| kostel Nanebevzetí Panny Marie                                 | farní kostel           | Neratov                       | diecéze královéhradecká   |
| kostel Nanebevzetí Panny Marie                                 | klášterní kostel       | Nová Paka                     | diecéze královéhradecká   |
| kostel Nanebevzetí Panny Marie, tzv. Naší milé paní pod lipami | poutní kostel          | Broumov                       | diecéze královéhradecká   |
| kostel Narození Páně                                           | poutní kostel          | Opočno                        | diecéze královéhradecká   |
| kostel Narození sv. Jana Křtitele                              | děkanský kostel        | Dvůr Králové nad Labem        | diecéze královéhradecká   |
| kostel Navštívení Panny Marie                                  | poutní kostel          | u Vítězné                     | diecéze královéhradecká   |
| kostel Panny Marie Bolestné                                    | poutní kostel          | Lhoty u Potštejna - Homole    | diecéze královéhradecká   |
| kostel Panny Marie Pomocnice křesťanů                          | poutní kostel          | Teplice nad Metují            | diecéze královéhradecká   |
| kostel Panny Marie Pomocnice křesťanů                          | poutní kostel          | u Vernéřovic                  | diecéze královéhradecká   |
| kostel Panny Marie Sedmiradostné                               | kostel                 | Malé Svatoňovice              | diecéze královéhradecká   |
| kostel Proměnění Páně a sv. Mikuláše                           | poutní kostel          | Nová Paka                     | diecéze královéhradecká   |
| kostel sv. Ignáce                                              | poutní kostel          | Jičín                         | diecéze královéhradecká   |
| kostel sv. Marie Magdaleny                                     | farní kostel           | Heřmanice                     | diecéze královéhradecká   |
| kostel sv. Petra a Pavla                                       | děkanský kostel        | Broumov                       | diecéze královéhradecká   |
| kostel sv. Václava                                             | farní kostel           | Dolní Kalná                   | diecéze královéhradecká   |
| kostel sv. Vojtěcha                                            | opatský kostel         | Broumov                       | diecéze královéhradecká   |
| kostel Zjevení Páně                                            | poutní kostel          | Smiřice                       | diecéze královéhradecká   |
| sv. Maří Magdalena                                             | kostel                 | Božanov                       | diecéze královéhradecká   |

## Pardubický kraj
| Zasvěcení sakrálního objektu                               | Typ sakrálního objektu | Správní obec                            | Církevní správní jednotka |
| ---------------------------------------------------------- | ---------------------- | --------------------------------------- | ------------------------- |
| arcikostel Nanebevzetí Panny Marie                         | arciděkanský kostel    | Chrudim                                 | diecéze královéhradecká   |
| areál Ducha svatého a Povýšení sv. Kříže                   | poutní areál           | u Jaroměřic u Jevíčka                   | arcidiecéze olomoucká     |
| hřbitovní kostel Navštívení Panny Marie                    | hřbitovní kostel       | Přelouč                                 | diecéze královéhradecká   |
| kapitulní kostel Povýšení sv. Kříže                        | kapitulní kostel       | Litomyšl                                | diecéze královéhradecká   |
| kaple Navštívení Panny Marie                               | kaple                  | Končiny                                 | diecéze královéhradecká   |
| kaple Panny Marie                                          | poutní kaple           | Mariánská studánka u Rychnova na Moravě | arcidiecéze olomoucká     |
| kaple Panny Marie Pomocnice křesťanů                       | poutní kaple           | Anenská Studánka                        | diecéze královéhradecká   |
| kaple Panny Marie Pomocnice křesťanů                       | poutní kaple           | Hory u České Třebové                    | diecéze královéhradecká   |
| kaple Panny Marie, Matky ustavičné pomoci (Horákova kaple) | poutní kaple           | pod vrchem Strážný u Dolní Dobrouče     | diecéze královéhradecká   |
| kaple Panny Marie, počaté bez poskvrny prvotního hříchu    | poutní kaple           | Baldov                                  | diecéze královéhradecká   |
| kaple sv. Anny                                             | poutní kaple           | Štěpánov u Skutče                       | diecéze královéhradecká   |
| kaple sv. Antonína                                         | kaple                  | u Nedošína                              | diecéze královéhradecká   |
| kostel Nanebevzetí Panny Marie                             | poutní kostel          | Hemže                                   | diecéze královéhradecká   |
| kostel Nanebevzetí Panny Marie                             | poutní kostel          | Hora Matky Boží u Králík                | diecéze královéhradecká   |
| kostel Nanebevzetí Panny Marie                             | děkanský kostel        | Ústí nad Orlicí                         | diecéze královéhradecká   |
| kostel Narození Panny Marie                                | kostel                 | Mariánská Hora u Horní Čermné           | diecéze královéhradecká   |
| kostel Nejsvětější Trojice                                 | farní kostel           | Klášterec nad Orlicí                    | diecéze královéhradecká   |
| kostel Panny Marie Karmelské a sv. Jana Křtitele           | farní kostel           | Bystré                                  | diecéze královéhradecká   |
| kostel Panny Marie Pomocnice křesťanů                      | poutní kostel          | Luže                                    | diecéze královéhradecká   |
| kostel sv. Alfonse a Panny Marie Fatimské                  | poutní kostel          | Koclířov                                | diecéze královéhradecká   |
| kostel sv. Anny                                            | poutní kostel          | Litomyšl                                | diecéze královéhradecká   |
| kostel sv. Jana Nepomuckého                                | farní kostel           | Cotkytle                                | arcidiecéze olomoucká     |
| kostel sv. Mikuláše                                        | poutní kostel          | Vraclav                                 | diecéze královéhradecká   |
| kostel Zvěstování Páně                                     | farní kostel           | Knířov                                  | diecéze královéhradecká   |
| milostná socha Panny Marie Růžencové                       | milostná socha         | Dolní Újezd                             | diecéze královéhradecká   |

## Kraj Vysočina
| Zasvěcení sakrálního objektu                  | Typ sakrálního objektu   | Správní obec                       | Církevní správní jednotka |
| --------------------------------------------- | ------------------------ | ---------------------------------- | ------------------------- |
| altán s kamenným oltářem na Svaté hoře        | altán s kamenným oltářem | u Kadolce                          | diecéze brněnská          |
| kaple Jména Panny Marie                       | kaple                    | Telč - Štěpnice                    | diecéze brněnská          |
| kaple Narození Panny Marie                    | poutní kaple             | Kostníky                           | diecéze brněnská          |
| kaple Narození Panny Marie                    | kaple                    | vrch Humberk u Krasonic            | diecéze brněnská          |
| kaple Navštívení Panny Marie                  | poutní kaple             | Moravecké Janovice                 | diecéze brněnská          |
| kaple Nejsvětější Trojice                     | poutní kaple             | u Brtnice                          | diecéze brněnská          |
| kaple Nejsvětější Trojice                     | poutní kaple             | Švařec                             | diecéze brněnská          |
| kaple sv. Anny                                | poutní kaple             | pod vrchem Hradiště u Dobrohostova | diecéze královéhradecká   |
| kaple sv. Anny                                | poutní kaple             | Opatov                             | diecéze brněnská          |
| kaple sv. Anny                                | poutní kaple             | Radkov                             | diecéze brněnská          |
| kaple sv. Cyrila a Metoděje                   | poutní kaple             | Meziboří                           | diecéze brněnská          |
| kaple sv. Jáchyma                             | poutní kaple             | u Dobré Vody u Mrákotína           | diecéze brněnská          |
| kaple sv. Jana Křtitele                       | poutní kaple             | vrch Strážiště u Útěchovic         | diecéze českobudějovická  |
| kaple sv. Jana Nepomuckého                    | poutní kaple             | Třebíč                             | diecéze brněnská          |
| kaple sv. Karla Boromejského                  | poutní kaple             | u Vanova                           | diecéze brněnská          |
| kaple sv. Maří Magdaleny                      | kaple                    | Jasenice                           | diecéze brněnská          |
| kaple sv. Prokopa                             | poutní kaple             | Pikárec                            | diecéze brněnská          |
| kostel Božího milosrdenství a sv. Faustyny    | poutní kostel            | Slavkovice                         | diecéze brněnská          |
| kostel Nanebevzetí Panny Marie                | farní kostel             | Netín                              | diecéze brněnská          |
| kostel Nanebevzetí Panny Marie                | farní kostel             | Skála                              | diecéze královéhradecká   |
| kostel Nanebevzetí Panny Marie                | farní kostel             | Vojslavice                         | diecéze královéhradecká   |
| kostel Nanebevzetí Panny Marie a sv. Mikuláše | farní a poutní kostel    | Žďár nad Sázavou                   | diecéze brněnská          |
| kostel Narození Panny Marie                   | opatský a farní kostel   | Želiv                              | diecéze královéhradecká   |
| kostel Navštívení Panny Marie                 | farní kostel             | Obyčtov                            | diecéze brněnská          |
| kostel Navštívení Panny Marie                 | farní kostel             | Sopoty                             | diecéze královéhradecká   |
| kostel Nejsvětější Trojice                    | poutní kostel            | na vrchu Křemešník                 | diecéze českobudějovická  |
| kostel Panny Marie Bolestné                   | poutní kostel            | Kámen                              | diecéze českobudějovická  |
| kostel sv. Anny                               | poutní kostel            | Svatá Anna u Pohledu               | diecéze královéhradecká   |
| kostel sv. Anny a Panny Marie                 | farní a poutní kostel    | Přibyslavice                       | diecéze brněnská          |
| kostel sv. Jana Křtitele                      | poutní kostel            | Jihlava                            | diecéze brněnská          |
| kostel sv. Jana Nepomuckého                   | filiální kostel          | při silnici mezi Telčí a Krahulčím | diecéze brněnská          |
| kostel sv. Jana Nepomuckého                   | poutní kostel            | Zelená Hora u Žďáru nad Sázavou    | diecéze brněnská          |
| kostel sv. Michaela archanděla                | filiální kostel          | Vítochov                           | diecéze brněnská          |
| kostel sv. Václava                            | farní kostel             | Křižanov                           | diecéze brněnská          |
| kostel sv. Václava                            | farní kostel             | Vilémov                            | diecéze královéhradecká   |
| kostel sv. Víta                               | filiální kostel          | Jemnice                            | diecéze brněnská          |
| kostel sv. Vojtěcha                           | kostel                   | při silnici mezi Telčí a Studnicí  | diecéze brněnská          |
| kostel U Matky Boží                           | poutní kostel            | Telč - Staré Město                 | diecéze brněnská          |
| kříž                                          | kříž                     | Dědkovská hora u Milíkova          | diecéze brněnská          |
| loretánská kaple Panny Marie                  | poutní loretánská kaple  | Golčův Jeníkov                     | diecéze královéhradecká   |

## Jihomoravský kraj
| Zasvěcení sakrálního objektu                                               | Typ sakrálního objektu    | Správní obec                      | Církevní správní jednotka |
| -------------------------------------------------------------------------- | ------------------------- | --------------------------------- | ------------------------- |
| areál U Svaté                                                              | přírodní poutní areál     | Křepice                           | diecéze brněnská          |
| kaple Jména Panny Marie                                                    | poutní kaple              | Dobrá Voda u Mladoňovic           | diecéze brněnská          |
| kaple Matky Boží                                                           | kaple Matky Boží          | u hradu Veveří u Veverské Bítýšky | diecéze brněnská          |
| kaple na Hatích                                                            | kaple na Hatích           | u Rohatce                         | arcidiecéze olomoucká     |
| kaple Nanebevzetí Panny Marie                                              | hradní kaple              | hrad Bítov                        | diecéze brněnská          |
| kaple Nejsvětější Trojice                                                  | poutní kaple              | u Rosic                           | diecéze brněnská          |
| kaple Panny Maria-Zell                                                     | kaple                     | Znojmo - Hradiště                 | diecéze brněnská          |
| kaple Panny Marie (Kostelíček)                                             | poutní kaple              | Brno - Líšeň                      | diecéze brněnská          |
| kaple Panny Marie Bolestné                                                 | poutní kaple              | u Popic                           | diecéze brněnská          |
| kaple Panny Marie Bolestné                                                 | poutní kaple              | Šmelcovna                         | diecéze brněnská          |
| kaple Panny Marie Pomocnice křesťanů                                       | poutní kaple              | u Těšan                           | diecéze brněnská          |
| kaple Panny Marie Sedmibolestné                                            | poutní kaple              | u Němčan                          | diecéze brněnská          |
| kaple Panny Marie Starohorské                                              | kaple                     | u Ivančic                         | diecéze brněnská          |
| kaple sv. Anny                                                             | poutní kaple              | Pustiměř                          | arcidiecéze olomoucká     |
| kaple sv. Anny                                                             | poutní kaple              | Šebetov                           | diecéze brněnská          |
| kaple sv. Anny                                                             | poutní kaple              | u Valtic                          | diecéze brněnská          |
| kaple sv. Antonína Paduánského                                             | poutní kaple              | u Blatnice pod Svatým Antonínkem  | arcidiecéze olomoucká     |
| kaple sv. Antonína Paduánského                                             | poutní kaple              | Újezd u Brna                      | diecéze brněnská          |
| kaple sv. Antonína Paduánského a sv. Floriana                              | poutní kaple              | Dolní Kounice                     | diecéze brněnská          |
| kaple sv. Antonínka                                                        | lesní kaple               | Brno - Lesná                      | diecéze brněnská          |
| kaple sv. Barbory                                                          | poutní kaple              | Klobouky u Brna                   | diecéze brněnská          |
| kaple sv. Eliáše                                                           | kaple                     | Znojmo - Hradiště                 | diecéze brněnská          |
| kaple sv. Floriána                                                         | poutní kaple              | Moravský Krumlov                  | diecéze brněnská          |
| kaple sv. Jakuba                                                           | poutní kaple              | u Ivančic                         | diecéze brněnská          |
| kaple sv. Jakuba                                                           | poutní kaple              | u Přibyslavic                     | diecéze brněnská          |
| kaple sv. Jana Nepomuckého                                                 | poutní kaple              | u Čučic                           | diecéze brněnská          |
| kaple sv. Maří Magdalény                                                   | poutní kaple              | u Doubravníka                     | diecéze brněnská          |
| kaple sv. Šebestiána                                                       | poutní kaple              | Svatý Kopeček u Mikulova          | diecéze brněnská          |
| kaple sv. Urbana                                                           | poutní kaple Urbana       | u Slavkova u Brna                 | diecéze brněnská          |
| kaple, tzv. Strachotínka                                                   | poutní kaple              | Hamiltony                         | arcidiecéze olomoucká     |
| kaplička sv. Peregrina                                                     | poutní kaplička           | u Želešic                         | diecéze brněnská          |
| kolegiální kostel Nanebevzetí Panny Marie                                  | kolegiální farní kostel   | Brno - Staré Město                | diecéze brněnská          |
| kostel Jména Panny Marie                                                   | farní a poutní kostel     | Křtiny                            | diecéze brněnská          |
| kostel Jména Panny Marie                                                   | farní a poutní kostel     | Slup                              | diecéze brněnská          |
| kostel Nalezení sv. Kříže                                                  | poutní a klášterní kostel | Znojmo                            | diecéze brněnská          |
| kostel Nanebevzetí Panny Marie                                             | farní kostel              | Předklášteří                      | diecéze brněnská          |
| kostel Narození Panny Marie                                                | farní a poutní kostel     | Vranov u Brna                     | diecéze brněnská          |
| kostel Navštívení Panny Marie                                              | farní kostel              | Hluboké Mašůvky                   | diecéze brněnská          |
| kostel Navštívení Panny Marie                                              | farní a poutní kostel     | Lechovice                         | diecéze brněnská          |
| kostel Panny Marie Bolestné                                                | farní kostel              | Sloup                             | diecéze brněnská          |
| kostel Panny Marie Karmelské                                               | bývalý klášterní kostel   | Oslavany                          | diecéze brněnská          |
| kostel Panny Marie Nanebevzaté                                             | rektorátní kostel         | Brno - střed                      | diecéze brněnská          |
| kostel Panny Marie Nanebevzaté                                             | farní a poutní kostel     | Strážnice                         | arcidiecéze olomoucká     |
| kostel sv. Anny                                                            | farní kostel              | Bořetice                          | diecéze brněnská          |
| kostel sv. Anny                                                            | farní kostel              | Žarošice                          | diecéze brněnská          |
| kostel sv. Antonína Paduánského                                            | kostel                    | Znojmo - Hradiště                 | diecéze brněnská          |
| kostel sv. Gotharda                                                        | farní kostel              | Modřice                           | diecéze brněnská          |
| kostel sv. Jana Křtitele                                                   | poutní (farní) kostel     | Bzenec                            | arcidiecéze olomoucká     |
| kostel sv. Jana Křtitele                                                   | farní a poutní kostel     | Týnec                             | diecéze brněnská          |
| kostel sv. Jana Nepomuckého                                                | farní kostel              | Dyje                              | diecéze brněnská          |
| kostel sv. Janů (sv. Jana Křtitele a Jana Evangelisty)                     | farní kostel              | Brno - střed                      | diecéze brněnská          |
| kostel sv. Klementa Maria Hofbauera                                        | poutní kostel             | Tasovice                          | diecéze brněnská          |
| kostel sv. Klimenta                                                        | bývalý farní kostel       | u Lipůvky                         | diecéze brněnská          |
| kostel sv. Mikuláše                                                        | farní kostel              | Tvarožná                          | diecéze brněnská          |
| kostel sv. Mikuláše                                                        | farní a poutní kostel     | Znojmo                            | diecéze brněnská          |
| kostel sv. Petra a Pavla                                                   | klášterní kostel          | Rajhrad                           | diecéze brněnská          |
| kostel sv. Stanislava                                                      | filiální kostel           | u Osik                            | diecéze brněnská          |
| kostel Zvěstování Panny Marie s přilehlou kaplí Zjevení Panny Marie v trní | farní a poutní kostel     | Brno - Tuřany                     | diecéze brněnská          |
| Lurdská jeskyně                                                            | poutní Lurdská jeskyně    | Bohutice                          | diecéze brněnská          |
| poutní místo Tři kříže                                                     | kamenné kříže             | u Chudčic                         | diecéze brněnská          |
| socha Panny Marie Lurdské v Císařské jeskyni                               | socha                     | u Ostrova u Macochy               | diecéze brněnská          |

## Olomoucký kraj
| Zasvěcení sakrálního objektu         | Typ sakrálního objektu | Správní obec                        | Církevní správní jednotka |
| ------------------------------------ | ---------------------- | ----------------------------------- | ------------------------- |
| kaple                                | lesní kaple            | pod vrchem Zámeček u Vačetína       | arcidiecéze olomoucká     |
| kaple Na Kalvárii                    | poutní kaple           | Mladějovice                         | arcidiecéze olomoucká     |
| kaple Nejsvětější Trojice            | poutní lesní kaple     | u Vysokého Potoka                   | arcidiecéze olomoucká     |
| kaple Panny Marie Bolestné           | poutní kaple           | Boží hora u Žulové                  | diecéze ostravsko-opavská |
| kaple Panny Marie La Salettské       | poutní kaple           | u Travné                            | diecéze ostravsko-opavská |
| kaple Panny Marie Lurdské V Olší     | poutní kaple           | u Majetína                          | arcidiecéze olomoucká     |
| kaple Panny Marie Pomocnice          | bývalá poutní kaple    | Vřesová Studánka pod Červenou horou | arcidiecéze olomoucká     |
| kaple sv. Anny                       | poutní kaple           | Křížový vrch u Jeseníku             | diecéze ostravsko-opavská |
| kaple sv. Antonína Paduánského       | poutní kaple           | u Javorníku                         | diecéze ostravsko-opavská |
| kaple sv. Antonína Paduánského       | poutní kaple           | Símře                               | arcidiecéze olomoucká     |
| kaple sv. Antonína Paduánského       | poutní kaple           | u Krakovce                          | arcidiecéze olomoucká     |
| kaple sv. Jana Sarkandera            | poutní kaple           | Olomouc                             | arcidiecéze olomoucká     |
| kaple sv. Rocha                      | poutní kaple           | u Úsova                             | arcidiecéze olomoucká     |
| kaple U Sv. studánky                 | poutní kaple           | u Kostelce u Holešova               | arcidiecéze olomoucká     |
| kostel Božího těla, tzv. Kostelíček  | filiální kostel        | Bludov                              | arcidiecéze olomoucká     |
| kostel Nanebevzetí Panny Marie       | farní kostel           | Cholina                             | arcidiecéze olomoucká     |
| kostel Nanebevzetí Panny Marie       | farní kostel           | Kojetín                             | arcidiecéze olomoucká     |
| kostel Narození Panny Marie          | filiální kostel        | u Hranic                            | arcidiecéze olomoucká     |
| kostel Navštívení Panny Marie        | farní kostel           | Bílá Voda                           | diecéze ostravsko-opavská |
| kostel Navštívení Panny Marie        | poutní kostel          | Jednov u Suchdola                   | arcidiecéze olomoucká     |
| kostel Navštívení Panny Marie        | farní a poutní kostel  | Svatý Kopeček u Olomouce            | arcidiecéze olomoucká     |
| kostel Nejsvětější Trojice           | poutní kostel          | Kopřivná                            | arcidiecéze olomoucká     |
| kostel Očišťování Panny Marie        | proboštský kostel      | Dub nad Moravou                     | arcidiecéze olomoucká     |
| kostel Panny Marie Pomocné           | poutní kostel          | pod vrchem Výr u Zlatých Hor        | diecéze ostravsko-opavská |
| kostel sv. Alfonse                   | klášterní kostel       | Červenka                            | arcidiecéze olomoucká     |
| kostel sv. Andělů strážných          | farní a poutní kostel  | Stražisko                           | arcidiecéze olomoucká     |
| kostel sv. Anny                      | farní kostel           | Hoštejn                             | arcidiecéze olomoucká     |
| kostel sv. Anny                      | farní a poutní kostel  | Staré Město                         | arcidiecéze olomoucká     |
| kostel sv. Bartoloměje               | farní a poutní kostel  | Jívová                              | arcidiecéze olomoucká     |
| kostel sv. Bartoloměje               | farní kostel           | Zábřeh                              | arcidiecéze olomoucká     |
| kostel sv. Jakuba Většího a sv. Anny | poutní kostel          | při silnici mezi Libavou a Podlesím | arcidiecéze olomoucká     |
| kostel sv. Jiří                      | farní kostel           | Pivín                               | arcidiecéze olomoucká     |
| kostel sv. Leonarda                  | farní kostel           | Horní Studénky                      | arcidiecéze olomoucká     |
| kostel sv. Libora                    | poutní kostel          | Jesenec                             | arcidiecéze olomoucká     |
| kostel sv. Markéty                   | kostel Markéty         | Mírov                               | arcidiecéze olomoucká     |
| kostel Zvěstování Páně               | farní a poutní kostel  | Šternberk                           | arcidiecéze olomoucká     |
| kostel Zvěstování Panny Marie        | farní a poutní kostel  | Klášterec                           | arcidiecéze olomoucká     |

## Zlínský kraj
| Zasvěcení sakrálního objektu                                    | Typ sakrálního objektu | Správní obec                         | Církevní správní jednotka |
| --------------------------------------------------------------- | ---------------------- | ------------------------------------ | ------------------------- |
| kaple Matky Boží u Chladné studny                               | lesní kaple            | pod vrchem Doubrava u Loučky         | arcidiecéze olomoucká     |
| kaple Panny Marie                                               | poutní kaple           | u Vysokého Pole                      | arcidiecéze olomoucká     |
| kaple Panny Marie Lurdské                                       | lesní kaple            | na návrší Na Jezírku u Pačlavic      | arcidiecéze olomoucká     |
| kaple Panny Marie nad pramenem Kaménka                          | poutní kaple           | u Malenovic                          | arcidiecéze olomoucká     |
| kaple Panny Marie Sedmibolestné                                 | kaple                  | u Nětčic                             | arcidiecéze olomoucká     |
| kaple sv. Anny                                                  | poutní kaple           | Dolní Němčí                          | arcidiecéze olomoucká     |
| kaple sv. Barbory                                               | poutní kaple           | u hradu Buchlov                      | arcidiecéze olomoucká     |
| kaple sv. Cyrila a Metoděje                                     | poutní kaple           | Valašské Klobouky                    | arcidiecéze olomoucká     |
| kaple sv. Josefa                                                | kaple Josefa           | u Bystřice pod Lopeníkem             | arcidiecéze olomoucká     |
| kaple sv. Klimenta                                              | poutní kaple           | Hora sv. Klimenta u Osvětiman        | arcidiecéze olomoucká     |
| kaple sv. Rocha                                                 | poutní kaple           | u Uherského Hradiště                 | arcidiecéze olomoucká     |
| kostel Nanebevzetí Panny Marie                                  | poutní kostel          | Svatý Hostýn u Bystřice pod Hostýnem | arcidiecéze olomoucká     |
| kostel Nanebevzetí Panny Marie                                  | klášterní kostel       | Uherský Brod                         | arcidiecéze olomoucká     |
| kostel Nanebevzetí Panny Marie a sv. Cyrila a Metoděje          | konventní kostel       | Velehrad                             | arcidiecéze olomoucká     |
| kostel Narození Panny Marie                                     | farní a poutní kostel  | Štípa                                | arcidiecéze olomoucká     |
| kostel Narození Panny Marie a sv. Anny, tzv. Valašská Katedrála | poutní a farní koste   | Rajnochovice                         | arcidiecéze olomoucká     |
| kostel Navštívení Panny Marie                                   | farní a poutní kostel  | Zašová                               | arcidiecéze olomoucká     |
| kostel Panny Marie Sněžné                                       | farní a poutní kostel  | u Provodova                          | arcidiecéze olomoucká     |
| kostel sv. Mořice                                               | farní kostel           | Kroměříž                             | arcidiecéze olomoucká     |
| kostel sv. Václava                                              | farní kostel           | Brumov                               | arcidiecéze olomoucká     |
| kostel sv. Vavřince                                             | farní a poutní kostel  | Koryčany                             | arcidiecéze olomoucká     |
| kostel Zvěstování Panny Marie                                   | klášterní kostel       | Uherské Hradiště                     | arcidiecéze olomoucká     |
| lesní kaple Panny Marie Bolestné                                | lesní poutní kaple     | památník Ploština u Drnovic          | arcidiecéze olomoucká     |

## Moravskoslezský kraj
| Zasvěcení sakrálního objektu                      | Typ sakrálního objektu   | Správní obec                     | Církevní správní jednotka |
| ------------------------------------------------- | ------------------------ | -------------------------------- | ------------------------- |
| kaple                                             | poutní kaple             | u Starého Jičína                 | diecéze ostravsko-opavská |
| kaple Bolestné Panny Marie – tzv. Španělská kaple | kaple                    | Nový Jičín                       | diecéze ostravsko-opavská |
| kaple Maria Talhof                                | poutní kaple             | u Filipovic                      | diecéze ostravsko-opavská |
| kaple Panny Marie Lurdské                         | poutní kaple             | Místek - Bahno                   | diecéze ostravsko-opavská |
| kaple Panny Marie Nanebevzaté                     | poutní kaple             | Pstruží                          | diecéze ostravsko-opavská |
| kaple Panny Marie Pomocné                         | horská poutní kaple      | Gruň                             | diecéze ostravsko-opavská |
| kaple Smíření                                     | poutní kaple             | u Rusína                         | diecéze ostravsko-opavská |
| kaple sv. Anny                                    | poutní kaple             | Kozubová                         | diecéze ostravsko-opavská |
| kaple sv. Anny                                    | poutní kaple             | u Opavy                          | diecéze ostravsko-opavská |
| kaple sv. Antonína Paduánského                    | poutní kaple             | Ondřejník                        | diecéze ostravsko-opavská |
| kaple sv. Cyrila a Metoděje                       | kaple                    | Hlavatá                          | diecéze ostravsko-opavská |
| kaple sv. Cyrila a Metoděje                       | poutní kaple             | vrch Radhošť                     | diecéze ostravsko-opavská |
| kaple sv. Cyrila a Metoděje, tzv. Cyrilka         | poutní kaple             | Čeladná                          | diecéze ostravsko-opavská |
| kaple sv. Jana Nepomuckého                        | poutní kaple             | Jablunkov                        | diecéze ostravsko-opavská |
| kaple sv. Ondřeje                                 | hradní kaple             | Hukvaldy                         | diecéze ostravsko-opavská |
| kaple sv. Salvátora                               | poutní kaple             | u Dolních Životic                | diecéze ostravsko-opavská |
| kostel Nanebevzetí Panny Marie                    | poutní kostel            | Hrabyně                          | diecéze ostravsko-opavská |
| kostel Narození Panny Marie                       | farní a poutní kostel    | Orlová                           | diecéze ostravsko-opavská |
| kostel Narození Panny Marie                       | farní kostel             | Příbor                           | diecéze ostravsko-opavská |
| kostel Narození Panny Marie                       | farní kostel             | Starý Bohumín                    | diecéze ostravsko-opavská |
| kostel Navštívení Panny Marie, tzv. Slezské Lurdy | poutní kostel            | Frýdek                           | diecéze ostravsko-opavská |
| kostel Panny Marie Nanebevzaté                    | farní a poutní kostel    | Liptaň                           | diecéze ostravsko-opavská |
| kostel Panny Marie Pomocnice                      | poutní kostel            | Uhlířský vrch u Slezského Kočova | diecéze ostravsko-opavská |
| kostel Panny Marie Sedmibolestné                  | poutní kostel            | Cvilín u Krnova                  | diecéze ostravsko-opavská |
| kostel Panny Marie Sněžné                         | poutní kostel            | Ruda u Rýmařova                  | diecéze ostravsko-opavská |
| kostel sester Alžbětinek                          | konventní kostel         | Hůrka u Štemplovce               | diecéze ostravsko-opavská |
| kostel sv. Anny                                   | filiální kostel          | Andělská Hora                    | diecéze ostravsko-opavská |
| kostel sv. Antonína Paduánského                   | filiální kostel          | Prašivá u Vyšních Lhot           | diecéze ostravsko-opavská |
| kostel sv. Cyrila a Metoděje                      | filiální kostel          | Hrčava                           | diecéze ostravsko-opavská |
| kostel sv. Ignáce z Loyoly                        | poutní kostel            | Borová                           | diecéze ostravsko-opavská |
| kostel sv. Kříže                                  | poutní kostel            | Horní Lomná                      | diecéze ostravsko-opavská |
| kostel sv. Valentina                              | poutní (filiální) kostel | Příbor                           | diecéze ostravsko-opavská |
| kostel sv. Vavřince                               | kostel                   | Píšť                             | diecéze ostravsko-opavská |
| kostel sv. Vojtěcha                               | filiální kostel          | Opava                            | diecéze ostravsko-opavská |
| skalní jeskyně                                    | skalní jeskyně           | Spálov                           | diecéze ostravsko-opavská |
| Slezská kalvárie                                  | kalvárie                 | u Hradce nad Moravicí            | diecéze ostravsko-opavská |
| umělá jeskyně Panny Marie Lurdské                 | umělá jeskyně se sochou  | u Petřkovic                      | diecéze ostravsko-opavská |